# بول غوت
بول غوت (بالفرنسية: Paul Guth)‏ (1910 - 1997م)، هو روائي، كاتب، مؤرخ وصحفي فرنسي. ولد جوت في 5 مارس 1910م، وحاز درجته الجامعية في الآداب، وعمل عام 1934م في التعليم استاذاً للآدب مدة عشر سنوات، كما عمل بالصحافة، وتميز بغرازة نتاجه الذي تجاوز 50 كتاباً، مما أهله لنيل العديد من الجوائز من بينها جائزة الأكاديمية الفرنسية عام 1978، وجائزة شاتوبريان.
توفي يوم 29 أكتوبر 1997 في دار العجزة بباريس عن عمر ناهز 87 عاماً.

## روابط خارجية
- بول غوت على موقع IMDb (الإنجليزية)
- بول غوت على موقع قاعدة بيانات الأفلام السويدية (السويدية)
- بول غوت على موقع ديسكوغز (الإنجليزية)
- بول غوت على موقع قاعدة بيانات الفيلم (الإنجليزية)
- بول غوت على موقع كينوبويسك (الروسية)